# Grasbroek (natuurgebied)
Grasbroek is een natuurgebied ten noordwesten van Guttecoven.
Het gebied ligt in de onmiddellijke nabijheid van Kasteel Grasbroek en meet 14 ha. Het is bezit van de Vereniging Natuurmonumenten.
Het is een vochtig loofbosgebied en er zijn bronnetjes die beekjes vormen welke samenkomen in de Hondsbeek. Er is een rijke plantengroei met goudveil, eenbes, dalkruid, lelietje-van-dalen, slanke sleutelbloem, eenbloemig parelgras, kleine kaardebol en bittere veldkers.
Vogels in het gebied zijn onder meer: wielewaal, zanglijster en nachtegaal.
Twee verhogingen in het gebied zijn overblijfselen van mottes, welke in de 10e eeuw werden aangelegd.